# Neobidessus obtusus
Neobidessus obtusus är en skalbaggsart som först beskrevs av Sharp 1882.  Neobidessus obtusus ingår i släktet Neobidessus och familjen dykare. Inga underarter finns listade i Catalogue of Life.